# 카우니아이넨

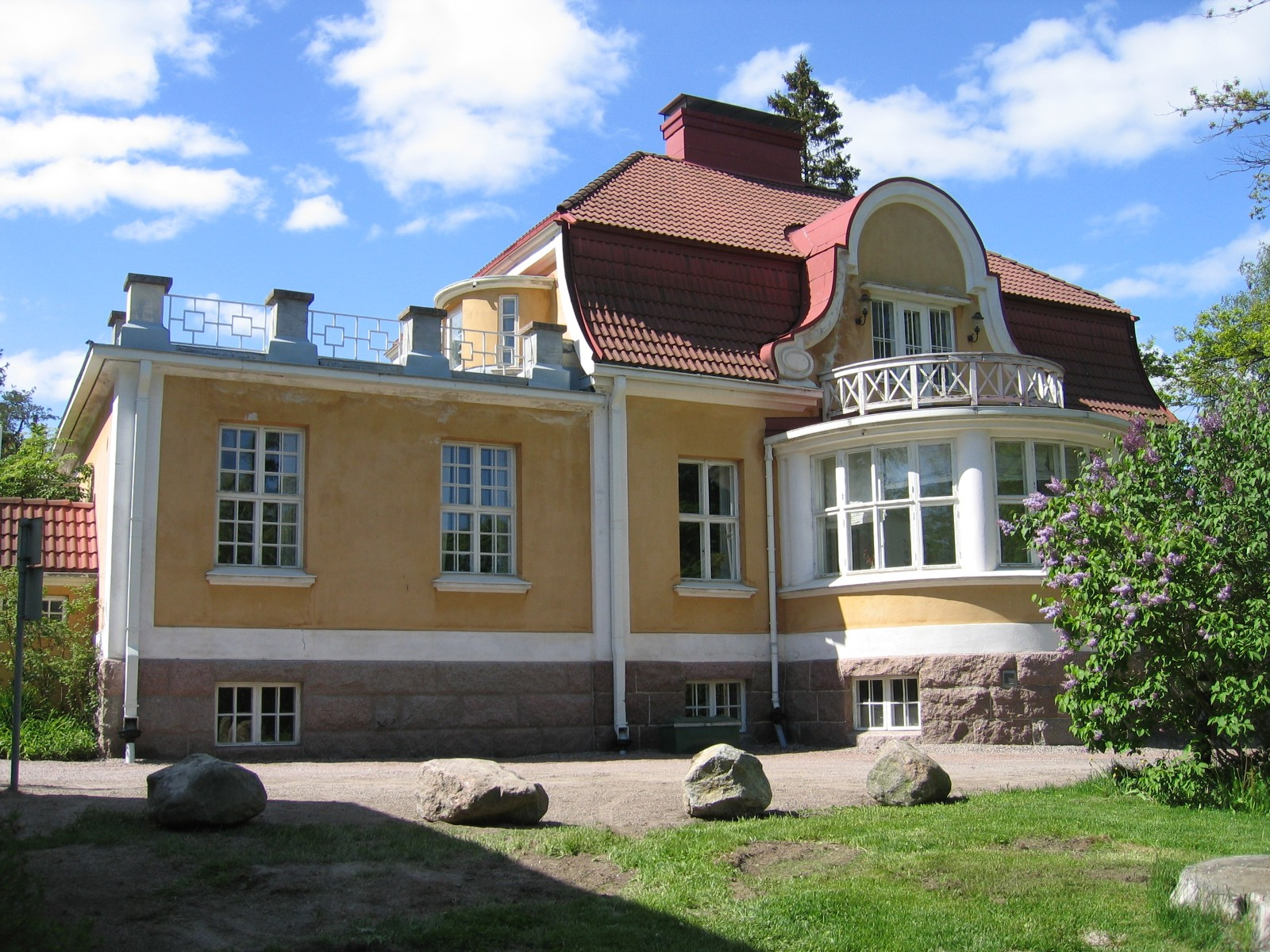
카우니아이넨에 있는 빌라 융한스(Villa Junghans)

카우니아이넨의 위치

카우니아이넨(핀란드어: Kauniainen, 스웨덴어: Grankulla 그란쿨라[*])은 핀란드 남부 우시마 지역에 위치한 도시로, 면적은 6.00km2, 인구는 8,772명(2012년 기준), 인구 밀도는 1,491.84명/km2이다.

시 문장

## 사진

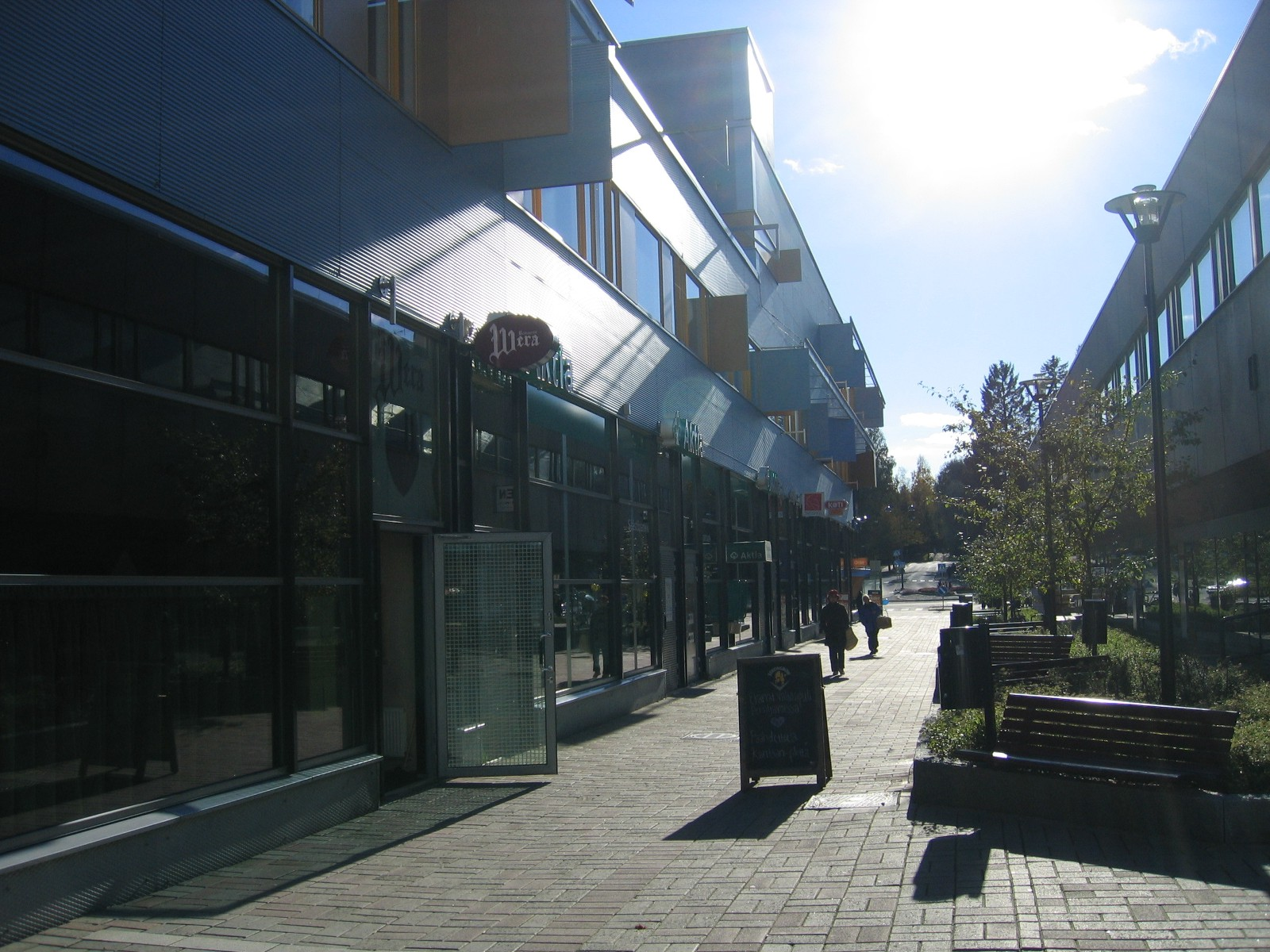
카우니아이넨 시가지